# Rondibilis sumatrana
Rondibilis sumatrana är en skalbaggsart som beskrevs av Stefan von Breuning 1956. Rondibilis sumatrana ingår i släktet Rondibilis och familjen långhorningar. Inga underarter finns listade i Catalogue of Life.